# Teenage Mutant Ninja Turtles (videojuego de 1989)
Las Tortugas Ninja, lanzado en Japón como Gekikame Ninja Den y en toda Europa (excepto en Italia) como Teenage Mutant Hero Turtles (en italiano Tartarughe Ninja), es un juego de plataformas de 1989 para la consola Nintendo Entertainment System, más tarde llevado a los ordenadores domésticos, basado en la serie de televisión Las Tortugas Ninja. El juego fue desarrollado por Konami y originalmente lanzado a través de Konami Ultra Games, impreso en Norteamérica y su equivalente, Palcom Software, para la región PAL. El juego se basó en la serie de televisión de 1987, y fue durante la segunda temporada cuando fue originalmente lanzado.
El juego fue remodelado para muchos ordenadores domésticos (la versión DOS fue particularmente mala, ya que contenía una brecha que era imposible cruzar sin usar trucos). También fue lanzado en el servicio de Consola Virtual de la Wii en Europa y Australia el 16 de marzo de 2007 por 500 puntos. En Norteamérica se lanzó el 2 de abril de 2007 al precio de 600 puntos - 100 puntos más que la media de juegos NES - debido a un problema de licencia.

## Argumento
El juego empieza con las cuatro Tortugas Ninja: Leonardo, Donatello, Michelangelo y Raphael, que pueden ser intercambiadas en cualquier momento del juego. Las tortugas son prácticamente idénticas excepto por sus armas, que difieren en la velocidad de ataque, el alcance, y el daño (por ejemplo el Bō de Donatello tiene el mejor daño y alcance, pero la peor velocidad). El jugador viaja a través de los 5 primeros niveles usando un mapa de visión general para entrar en varias alcantarillas, almacenes y otros lugares que llevan al objetivo final de cada nivel.
Durante el camino el jugador lucha contra varios enemigos, desde 'Soldados Foot' y 'Mousers' hasta dirigibles lanza-bombas y enemigos con motosierras. En el juego, la mayoría de enemigos (salvo el malo Bebop y todos los malos de fin de nivel) aparecen en grupos independientes que pueden cambiar aleatoriamente. Las luchas contra los malos de fin de nivel ocurren regularmente y consiste en que el jugador tiene que derrotar a un enemigo común para progresar a través del resto del nivel. Salvo en el segundo, cada nivel termina con una lucha contra el 'malo de fin de nivel'.
En esencia, cada tortuga sirve como una vida: cuando un personaje es derrotado, el jugador puede continuar con otro personaje, y así hasta que las cuatro tortugas son derrotadas. Después de que el juego termine, el jugador puede continuar y reanudar el nivel con las cuatro tortugas de nuevo disponibles (sólo se puede continuar dos veces). El jugador también tiene varias oportunidades para rescatar a las tortugas ya caídas, más adelante durante el juego, reviviéndolas de nuevo al llenar completamente el medidor de vida. Si el jugador perdió varias tortugas en un mismo punto, podrá recuperarlas en el orden que fueron derrotadas. La única excepción a esta regla está en el nivel de 'the Hudson River', donde el jugador tiene que nadar bajo el agua y esquivar ocho bombas con un tiempo límite. Si el jugador fracasa antes de que el tiempo termine, la partida terminará automáticamente.

## Recepción y crítica
La versión original para NES se vendió extremadamente bien durante su lanzamiento, vendiendo aproximadamente 4 millones de copias. Es uno de los juegos de la consola NES más vendido de todos los tiempos, no creado por Nintendo. Sin embargo, fue ampliamente criticado por ser muy difícil. Varias versiones para ordenador fueron lanzadas apresudaramente para la temporada de Navidad de ese año, pero no facturaron de la misma manera.
El mismo año, Konami lanzó un juego arcade, también llamado Teenage Mutant Ninja Turtles. En 1990, fue llevado a la consola NES como Teenage Mutant Ninja Turtles II: The Arcade Game a pesar de que no era una secuela del primer juego Teenage Mutant Ninja Turtles. Este segundo juego tenía una apariencia más parecida a los dibujos animados, y fuertes vínculos a la serie de TV, era un juego beat 'em up más sencillo, y tenía la posibilidad de jugar 4 jugadores simultáneamente (2 jugadores para la versión NES). Este nuevo estilo fue el que empezó a estandarizarse para los juegos de las Tortugas Ninja durante los años siguientes.